# Истинска история
„Истинска история“ (на английски: True Story) е американска мистериозна драма от 2015 г. на режисьора Рупърт Гулф (в режисьорския си дебют), който е съсценарист със Дейвид Кайганич. Базиран на едноименната мемоарна книга от Майкъл Финкел, във филма участват Джона Хил, Джеймс Франко и Фелисити Джоунс.